# Гришонки (Кировская область)
 Гришонки  — опустевшая деревня в Афанасьевском районе Кировской области в составе Пашинского сельского поселения.

## География
Расположена на расстоянии примерно 5 км на восток по прямой от центра поселения села Пашино.

## История
Известна с 1891 года как починок Григория Некрасова, в 1905 двора 2 и жителей 17, в 1926 (починок Григорьевский) 4 и 20 (все «пермяки»), в 1950 9 и 33, в 1989 году 33 жителя. Настоящее название утвердилось с 1978 года. По состоянию на 2020 год опустела.  

## Население
Постоянное население составляло 13 человек (русские 38%, коми-пермяки 62%) в 2002 году, 1 в 2010.